# Audrey Sylvain
 (juillet 2023).
Si vous disposez d'ouvrages ou d'articles de référence ou si vous connaissez des sites web de qualité traitant du thème abordé ici, merci de compléter l'article en donnant les références utiles à sa vérifiabilité et en les liant à la section « Notes et références ».
Pour les articles homonymes, voir Sylvain.
Audrey Sylvain, née le 26 juin 1984 à Avignon, est une chanteuse et danseuse française, originaire d'Avignon. Son premier groupe est Amesoeurs. Elle a également chanté sur le premier album d'Alcest. Elle a été membre à plein temps de Peste Noire jusqu'à son départ en 2016.

## Discographie

### Avec Amesoeurs
- Ruines humaines - EP, 2006
- Valfunde / Amesoeurs - Split, 2007
- Amesoeurs - album complet, 2009

### Avec Peste Noire
- Folkfuck Folie - 2007
- Ballade cuntre lo Anemi francor - 2009
- L'Ordure à l'état Pur - 2011
- Peste noire - 2013
- La Chaise-Dyable - 2015

### Invitée à chanter pour Alcest
- Souvenirs d'un autre monde - 2007

### Invitée à chanter pour Les Cors émergents
- Spleen - 2012

### Invitée à chanter pour Germ
- Audrey Sylvain apparaît sur les chansons Butterfly et Blue as the Sky, Powerful as the Waves de l'album Grief (2013).

### Malenuit (projet solo)
- Incandescente - EP - 2019